# Niklas Hoheneder
Niklas Hoheneder (Linz, Austria, 17 de agosto de 1986) es un exfutbolista y entrenador austríaco que jugaba de defensa. Desde abril de 2021 es segundo entrenador del Chemnitzer F. C.

## Selección nacional
Fue internacional con la selección de fútbol sub-21 de Austria, disputando 18 encuentros y anotando un gol.

## Clubes

### Como jugador
| Club                   | País            | Año       |
| ---------------------- | --------------- | --------- |
| LASK Linz              | Austria         | 2004-2009 |
| Sparta de Praga        | República Checa | 2009-2011 |
| Austria Viena (cedido) | Austria         | 2011      |
| Karlsruher S. C.       | Alemania        | 2011-2012 |
| R. B. Leipzig          | Alemania        | 2012-2015 |
| S. C. Paderborn 07     | Alemania        | 2015-2016 |
| Holstein Kiel          | Alemania        | 2016-2018 |
| Chemnitzer F. C.       | Alemania        | 2018-2021 |

### Como entrenador
| Club                              | País     | Año   |
| --------------------------------- | -------- | ----- |
| Chemnitzer F. C. (2.º entrenador) | Alemania | 2021- |